# Emil von Ziegler
Emil von Ziegler (německy Gustav Emil Ritter von Ziegler) (14. dubna 1861 Brašov – 1. srpna 1915 Erdevik, Srbsko) byl rakousko-uherský generál. V armádě sloužil od roku 1880 a postupoval v hodnostech u různých posádek, mimo jiné v Brně, Tarnówě nebo Prešpurku. Na začátku první světové války bojoval jako velitel divize na východní frontě. V roce 1915 dosáhl hodnosti generála jezdectva a byl jmenován velitelem 18. armádního sboru určeného pro obranu Tyrolska. Zemřel krátce poté na choleru v polním lazaretu v Srbsku.  

## Životopis
Pocházel z rodiny připomínané od 17. století v Sedmihradsku, byl vnukem Johanna Daniela Zieglera (1777–1854), starosty v Sibiu, povýšeného v roce 1850 do šlechtického stavu. Emil se narodil jako mladší syn finančního úředníka Friedricha Wilhelma Zieglera. Studoval na Tereziánské vojenské akademii ve Vídeňském Novém Městě a v roce 1880 nastouil v hodnosti poručíka k 2. hulánskému pluku. Později si doplnil vzdělání na Válečné škole (K.u.k. Kriegschule) ve Vídni a v roce 1885 získal hodnost nadporučíka. Poté sloužil u různých pluků a postupoval v hodnostech (kapitán 1889, major 1895, podplukovník 1897). V roce 1901 byl v hodnosti plukovníka jmenován velitelem 15. pluku dragounů v Brně a v této funkci setrval šest let.  V roce 1907 dosáhl hodnosti generálmajora a převzal velení 11. jezdecké brigády v Tarnówě. V roce 1911 dosáhl hodnosti polního podmaršála a poté tři roky velel 2. jezdecké divizi v Prešpurku.
Na začátku první světové války byla jeho divize začleněna do 3. armády a převelena na východní frontu. Jako divizní velitel se Ziegler zúčastnil bitvy o Halič, po reorganizaci jednotek byla divize zařazena do 1. armády a v prosinci 1914 bojovala v bitvě u Limanowe. V březnu 1915 se Ziegler stal velitelem 18. armádního sboru a v květnu dosáhl hodnosti generála jezdectva. Jeho armádní sbor měl za úkol přesunout se do Tyrolska k obraně před italským vpádem. Ziegler však zemřel náhle 1. srpna 1915 v polním ležení v Erdeviku v Srbsku následkem cholery. 
Během vojenské služby získal řadu ocenění. V Rakousku-Uhersku byl rytířem Leopoldova řádu, nositelem Řádu železné koruny III. třídy, držitelem Vojenského záslužného kříže a Vojenské záslužné medaile. Několik vyznamenání obdržel také od cizích panovníků, byl rytířem ruského Řádu sv. Stanislava II. třídy, pruského Řádu červené orlice III. třídy, komandérem švédského Řádu meče, Řádu rumunské hvězdy a saského Řádu Albrechtova.
Od roku 1889 byl ženatý s Marií Mitlacherovou (1864–1927) a měl s ní pět dětí.
Jeho starší bratr Alfred von Ziegler (1854–1921) byl také generálem rakousko-uherské armády a svou kariéru završil jako velitel armádních sborů v Košicích (1910–1912) a ve Vídni (1912–1914).